# Sonderwaffenlager Brand
Das Sonderwaffenlager Brand befand sich südöstlich von Brand und nördlich von Schönwald im Landkreis Dahme-Spreewald in Brandenburg.
Es wurde 1962 errichtet und war eines der Sonderwaffenlager der Gruppe der Sowjetischen Streitkräfte in Deutschland (GSSD). Die hier gelagerten nuklearen Freifallbomben wurden wahrscheinlich für das auf dem Fliegerhorst Brand stationierte 911. Jagdbombenfliegerregiment vorgehalten. Das Regiment gehörte zur 105. Jagdbombenfliegerdivison in Großenhain, die der 16. Luftarmee unterstellt war.
Die Anlage umfasste u. a.:
- Lagerbunker monolithisch (mit Ober- und Untergeschoss) vom Typ Basalt.[3][4]
- Umschlagbunker (6 m hoch) mit Ladekran
- Technik-Kopfbauwerk mit lüftungstechnischer Anlage (LTA), Stromversorgung (ELT) und Netzersatzanlage (NEA)
- Wachbunker (USB), Kfz-Halle, Unterkunftsgebäude (mit Sozialeinrichtung), Heizhaus

Siehe auch